# گایاتری چاکراورتی اسپیواک
گایاتری چاکراورتی اسپیواک، (۲۴ فوریه ۱۹۴۲) نظریه‌پرداز ادبی و فیلسوف هندی ساکن امریکا است. وی استاد صاحب کرسی در دانشگاه کلمبیا است و عضو بنیانگذار انستیتو ادبیات تطبیقی و جامعه این دانشگاه است. او بیشتر به خاطر مقاله «آیا زیردستان می‌توانند سخن بگویند؟» که از متون پایه‌ای پسااستعماری به‌شمار می‌آید و ترجمه و مقدمه‌اش بر پایه کتاب «دربارهٔ دستور زبان‌شناسی» ژاک دریدا، شناخته شده‌است. وی در سال ۱۹۹۹ با انتشار کتاب نقدی بر نظریه پسااستعماری از این گرایش خارج شد.
برای بسیاری سبک نوشتاری و حتی استفاده از منابع تفکر غربی، در سنت پسااستعماری، همچنان همراهی با منطق استعمارگری و سرمایه‌داری جلوه می‌کند. اما برای اسپیواک مسئله بسیار بنیادی تر از این هاست چرا که او با تأکید بر نقد واسازیِ دریدا به این نکته اشاره دارد که اساساً سبکِ به ظاهر ساده و اصرار بر عدم استفاده از تئوری‌های به اصطلاح غربی، در دامن زدن به این توهم همدستی می‌کند که دنیا و جهان را به عنوانِ ابژهٔ پایدارِ دانشِ غربی بازنمایی و برساخته می‌کند. او به این فرایندِ برساختنِ تفسیری غالب از جهان، «جهان سازی» (Worlding) می‌گوید. به نظر او استعمار گران غربی هنگام مواجهه با شرق، به آن جا همچون لوح سفید یا زمینِ خالی ای می‌نگریستند که آماده است تا متنِ تفکر و پیشرفت غربی بر آن نوشته شود! او مارکس را به این خاطر نقد می‌کند که نظریهٔ ارزشش، کارِ موّلدِ زنانِ جهان سوم را نادیده می‌گیرد. فمینیسمِ غربی را متهم می‌کند به نادیده گرفتنِ گرفتاریِ زنانِ جهان سوم؛ و همچنین فوکو و دوگانهٔ دانش /قدرت او را به این دلیل سرزنش می‌کند که تقسیم کار بین‌المللی و امتدادِ استثمار کارگران جهان سوم در خانه و کارخانه را نادیده می‌گیرد. البته این دقتِ انتقادی در خوانش اسپیواک از دریدا نیز جلوه می‌کند، چرا که او، دریدا را هم به بدفهمیِ منطق سرمایه‌داری صنعتی که در جلد دوم سرمایهٔ مارکس تبیین شده‌است، متهم می‌کند.

## ترجمه آثار
- ناسیونالیسم، پسااستعماری و جهانی شدن در کتاب مطالعات فرهنگی، ترجمه شهریار وقفی پور، نشر تلخون.